# Wenkbrauwboog

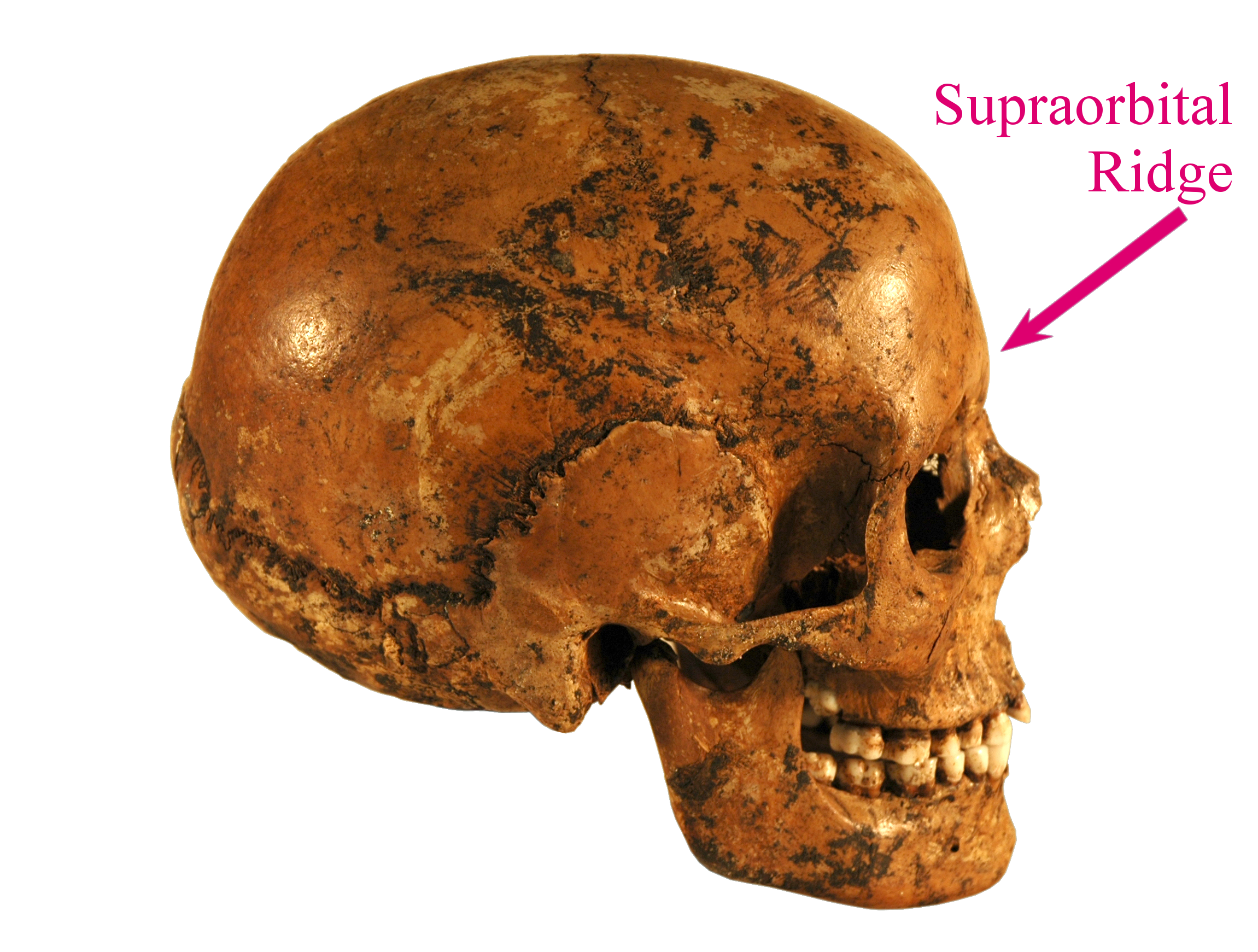
De wenkbrauwboog is bij vrouwen vaak niet aanwezig, zoals op deze foto te zien is.

De wenkbrauwboog (in het Engels brow ridge, supraorbital ridge of supraorbital arch (medisch)) verwijst naar het bot uitsteeksel boven de oogkassen in alle primaten. Bij Homo sapiens zijn de wenkbrauwen aanwezig op de onderste gedeelte van de wenkbrauwboog.

## Structuur
De wenkbrauwboog is een knobbel van bot op het voorhoofdsbeen.

## Mensen in het Paleolithicum
Bij Homo sapiens in het Paleolithicum was een uitgesproken wenkbrauwboog bij mannen normaal. Vroege moderne mensen zoals de schedels gevonden in Jebel Irhoud en Skhul en Qafzeh hadden grote wenkbrauwbogen. Deze wenkbrauwbogen verschillen echter van de wenkbrauwbogen van archaïsche mensensoorten zoals de Neanderthaler doordat er een groef in de wenkbrauwboog loopt boven de rand van de beide ogen. Er waren uitzonderingen, Skhul 2 had in tegenstelling tot de rest van de gevonden skeletten een ononderbroken wenkbrauwboog waarin deze groeven niet voorkwamen. Deze groeven splitsen de wenkbrauwboog in centrale delen en verder weg gelegen delen. In huidige mensen is bijna altijd alleen het centrale deel aanwezig, als de wenkbrauwboog überhaupt aanwezig is, in contrast tot archaïsche mensen en vroege moderne mensen, waar de wenkbrauwboog uitgesproken groot is en ononderbroken.

## Andere dieren
De grootte van de wenkbrauwboog in primaten verschilt van soort tot soort, maar ook per individueel fossiel. Basale mensapen hebben een relatief grote wenkbrauwboog die ook wel frontal torus wordt genoemd.